# Antonio Biondi y de Viesca
Antonio Biondi y de Viesca fue un Almirante de la Armada Española, y Diputado, nacido el 18 de junio de 1863 en San Fernando y fallecido en Chiclana de la Frontera el 4 de julio de 1953.

## Biografía
Obtuvo su primer nombramiento en la Marina el 12 de junio de 1876. En 1888, bajo el mando del entonces capitán de navío Pascual Cervera y Topete y con José Ferrándiz y Niño como segundo al mando, estuvo destinado como teniente de navío en el acorazado Pelayo como parte de su primera dotación. El 9 de marzo de 1903 toma el mando como comandante del destructor Proserpina.
El 18 de diciembre de 1914 fue ascendido al empleo de Capitán de navío. El 15 de junio de 1922 ostentando el empleo de vicealmirante es nombrado General segundo Jefe del Estado Mayor Central. El 20 de mayo de 1927 el Rey le concede la Gran cruz del mérito Naval. El 1 de julio de 1927 la Asamblea de las cortes Generales quedó enterada de una Real orden de la Presidencia del Consejo de Ministros nombrándolo Asambleísta. El cargo de Almirante le llegó por Real decreto de 9 de noviembre de 1927 siendo nombrado Capitán General del departamento de Cádiz es sustitución del Vicealmirante Eliseo Sánchez hasta entonces en el cargo y cesando en el puesto de segundo jefe del Estado Mayor central y Jefe del Estado Mayor de la Jurisdicción de Marina el cual ejerció en la Corte durante el gobierno del General Primo de Rivera. Por disposición del Rey Alfonso XIII el 11 de noviembre de 1927 pasa a la reserva. El 22 de agosto de 1928 participó en el cabildo que aprobó la colocación en San Fernando de un monumento en honor del Laureado teniente coronel Varela. Cesó como capitán general del departamento de Cádiz el 4 de noviembre de 1928. El 29 de diciembre de 1928, pasó a formar parte de la Asamblea Nacional del Gobierno del general Primo de Rivera que tenía como objetivo realizar el anteproyecto de Constitución de 1929.
Fue Diputado  desde el 29 de enero de 1929 hasta el 15 de febrero de 1930. Monárquico reconocido y hombre muy cercano al Rey Alfonso XIII Falleció en Chiclana de la Frontera el 4 de julio de 1953 a los noventa años de edad.